# Лазарь (Журбенко)
Архиепи́скоп Ла́зарь (в миру Фёдор Ио́сифович Журбе́нко; 10 февраля 1931, хутор Любвин, Алексеевский район, Центрально-Чернозёмная область — 30 июня 2005, Великий Дальник, Одесская область) — советский, российский и украинский религиозный деятель, иерарх РПЦЗ, основатель и первый предстоятель Русской истинно-православной церкви, также служил в РПЦЗ и РПЦ.

## Биография

### Молодые годы
Родился 10 февраля 1931 году на хуторе Любвине (ныне не существует) села Красного Алексеевского района Центрально-Чернозёмной области (ныне Белгородская область, Россия) в крестьянской семье. Отец — Иосиф Иванович Журбенко, «черноморский казак Кубанской области, станицы Платнировской», мать — Фёкла Ивановна Журбенко, «как утверждают, была дочь диакона». Его мать скончалась сразу после голодного 1933 года. Отец уехал на Кубань в станицу Кавказскую, забрав через некоторое время сына с собой.

Прожил я у отца до 15-летнего возраста до сентября 1945 года. Ходить в храм и молиться я стал с того времени, как открыли храмы, то есть со времени немецкой оккупации в 1942 году. За постоянное посещение церкви священники пригласили меня в алтарь прислуживать пономарём. Священник брал меня часто с собою на требы. Прихожане полюбили меня за усердное посещение церкви и познакомили меня с монашествующими, которые ввели меня в курс церковных событий. Они рассказали мне подробно, как произошли в нашей Церкви расколы Обновленчества и Сергиянства и о твёрдом стоянии в православии патриарха Тихона и его сподвижников. Из их рассказов я понял, что официальная Церковь, в которую я ходил, не совсем православная
Я ушёл из дому в поисках истинного священника, чтобы ему предаться навсегда. Странствуя, я с трудом нашёл Епископа, который, выслушав меня, послал поддержать народ в истинной вере. Я всею душою искренно народ наставлял Меня везде с любовью встречали.

24 марта 1950 года был арестован в городе Балашове Саратовской области по обвинению в участии в «антисоветской церковной организации». Проходил по одному делу с группой катакомбного духовенства и мирян. 13 января 1951 года приговорён к десяти годам заключения. Отбывал срок в Карагандинском ИТЛ. В лагере он был направлен в медицинский специзолятор тюремного типа, где, по данным Якова Кротова, ему поставили диагноз «шизофрения параноидальной формы сексуального уклона (педерастия)».
В 1955 года освобождён по амнистии. Как написал он в своей автобиографии, «Сталин умер, и многих политзаключённых стали освобождать. Поехал к отцу, но недолго пробыл у него. Местные власти стали меня притеснять. Я был вынужден уехать».
После освобождения поступил в Глинскую пустынь, куда был принят архимандритом Таврионом (Батозским). Пел на клиросе, исполнял монастырские послушания. «Прожил я там год, пока на меня не был сделан донос о том, что я принадлежу Церкви истинной, катакомбной, тайной. В великую пятницу вызвали куда надо, и после длительного опроса (особенно досталось мне за маститого старца Афанасия, которому я был предан всей душой) меня выгнали из монастыря. Архимандрит Таврион мне сочувствовал и выдал мне справку, чтобы я мог устроиться где-либо. Посоветовали мне обратиться в Тбилиси к епископу Зиновию, бывшему глинскому монаху. Но владыка Зиновий меня не принял и посоветовал обратиться к епископу Виктору (Святину) в Краснодарскую епархию. Епископ Виктор не хотел меня принимать, но за меня заступился протопресвитер Михаил Рогожин, который уговорил еп. Виктора принять меня, чтобы я читал и пел на клиросе и был портным—ризничим».
В 1962 году Фёдор Журбенко через жившего на Афоне архимандрита Евгения (Жукова) установил переписку с иерархом РПЦЗ, архиепископ Чилийским Леонтием (Филипповичем).

### Начало церковной карьеры в РПЦ
По благословению архиепископа Леонтия Журбенко в 1971 году был рукоположён во священника (по другим данным, во диакона) и архиепископом Русской православной церкви Вениамином (Новицким), но не как монах Феодосий, а как мирянин Фёдор. В таковом качестве Журбенко легально прослужил около двух лет в Читинской епархии. Затем скрылся и перешёл на нелегальное положение. Совершал служение в тайных катакомбных общинах. При этом многие катакомбные священники старого поставления не желали иметь общения с Фёдором Журбенко, считая его провокатором от КГБ.
В начале 1970-х годов Фёдор Журбенко начал общаться с диссидентскими кругами в Москве, где он познакомился с протоиереем Димитрием Дудко, через которого «навёл мосты» с заграницей.
В 1975 году Фёдор Журбенко принял тайный монашеский постриг (то есть постриг в мантию) с именем Лазарь.
Пребывая и далее на нелегальном положении, Лазарь (Журбенко) окормлял тайные катакомбные общины на территории СССР. Провёл целый ряд тайных монашеских пострижений.
В 1980 году иеромонах Лазарь (Журбенко) направил письмо архиепископу Антонию (Бартошевичу), где просил принять его в Русскую зарубежную церковь и рассказал о тяжёлой ситуации на катакомбных приходах. По словам иеромонаха Лазаря, знакомых ему законных священнослужителей в СССР было всего 13 человек. Они враждовали друг с другом, серьёзной проблемой было отсутствие кадров, вследствие чего Святые Дары приходилось передавать мирянам. Из-за малого количества клириков распространилась заочная исповедь по почте, причём грехи порой записывали случайные люди. По причине отсутствия «катакомбного» святого мира приходилось употреблять святое миро из Московской патриархии или довольствоваться сомнительным, хранившимся у прихожан. В своих письмах иеромонах Лазарь резко отрицательно оценивал действия Епифания (Чернова), а также Антония (Галынского-Михайловского), совершавшего «хиротонии» не во время литургии, без чиновника и омофора.
Архиепископ Антоний (Бартошевич) удовлетворил это ходатайство и 11 января 1981 года в Крестовоздвиженском соборе Женевы архиепископ Русской зарубежной церкви заочно совершил возведение иеромонаха Лазаря в сан архимандрита.

### Катакомбный епископ
10 мая 1982 года на основании постановления Архиерейского собора РПЦЗ от 10/23 октября] 1981 года Лазарь был тайно рукоположён епископом Ментонским Варнавой (Прокофьевым) (РПЦЗ) во епископа Тамбовского и Моршанского… на квартире уже «раскаявшегося» в «антисоветских действиях» священника РПЦ МП Димитрия Дудко. РПЦ не признала этого рукоположения, так как оно было сделано одним епископом, что является нарушением многих церковных канонов: 1 правила святых апостолов, 4 правила I Вселенского собора, 3 правило VII Вселенского собора; 19 и 23 правил Антиохийского собора; 12 правила Лаодикийского собора; 6 правила Сардикийского собора; 13, 49 и 50 правил Карфагенского собора. Немалая часть катакомбников признать епископа Лазаря своим главой отказалась
Епископ Лазарь много ездил по территории СССР, посещая катакомбные общины, где тайно служил по ночам и совершал таинства. К Лазарю присоединились некоторые катакомбные общины на Кубани, Украине, в Центрально-Чернозёмной части России, Северном Кавказе, Белоруссии, Сибири, Казахстане, Башкирии и других регионах.
В начале 1990 года Лазарь посетил Архиерейский собор РПЦЗ в Нью-Йорке, где выступил с докладом об Истинно-Православной церкви на Родине и сослужил с карловацкими иерархами, а затем побывал в Джорданвилле. В своих докладах Лазарь настаивал на неканоничности катакомбных иерархий, ведущих своё преемство от Геннадия (Секача), Алфея Барнаульского, а также дал негативные показания о хиротонии своего давнего недруга Антония (Голынского). В итоге, всем катакомбникам в целях единения было предложено перейти под омофор епископа Лазаря, а клирикам исправить свои хиротонии или же представить документы, свидетельствующие о законности их поставления. Поскольку тайная хиротония епископа Лазаря в 1982 году была совершена одним архиереем, то на Соборе РПЦЗ в феврале — марте 1990 года над ним была соборно совершена дополнительная хиротесия как восполнение хиротонии, совершённой одним епископом. Таким образом Лазарь стал каноничным епископом РПЦЗ.

### 1990-е годы
К концу 1990 года Архиерейский Синод РПЦЗ благословил Епископу Лазарю выйти из подполья и приняться за формирование легальных Епархиальных структур. Прежде чем принять такое решение, Владыка Лазарь в том же 1990 году провёл, как он выразился, «Совещание Российского духовенства». После чего в «Экспресс-Хронике» Александра Подрабинека появилось объявление о легализации Катакомбной церкви и её превоиерарха Лазаря, впрочем без каких бы ни было ссылок на Архиерейский Синод РПЦЗ.
В том же году из Московского Патриархата в РПЦЗ переходит архимандрит Валентин (Русанцов), назначенный Экзархом Архиерейского Синода РПЦЗ в России.
В 1991 году было осуществлено решение Архиерейского Синода РПЦЗ по объединению российских истинно-православных христиан в рамках РПСЦ; архиепископом РПСЦ стал Лазарь (возведён в сан архиепископа 5 марта 1991 года). После распада СССР юрисдикция архиепископа Лазаря пополнялась православными общинами, «распознавшими пагубу сергианства» и таким образом вышедшими из юрисдикции Московского Патриархата, а также новообразованными. 
Усиление позиций РПСЦ и неизбежные трения с руководством РПЦЗ дали архиепископу Лазарю (Журбенко) в 1991 года возможность и повод совершить попытку раскола с Синодом РПЦЗ. Однако, епископ Валентин (Русанцов) тогда не поддержал его начинаний — и Лазарь был вынужден вернуться в подчинение Синоду, выдвинув при этом множество обвинений руководству РПЦЗ и лично Первоиерарху Виталию (Устинову).
В 1993 году Лазарь выступил с докладом к Синоду, в котором обвинил РПЦЗ в открытии приходов на территории бывшего СССР, высокомерно объявив себя единственным и последним епископом катакомбной Церкви, для которого РПЦЗ является лишь «церковью-сестрой», не имеющей права вмешиваться в дела его катакомбной церкви. Синод РПЦЗ опроверг это его мнение тем, что он получил апостольское преемство от Зарубежной Церкви и сама РПЦЗ всегда рассматривала себя частью Российской Церкви, временно вынужденной находиться за пределами своей канонической территории — России — на автономных началах.
В мае 1993 году Журбенко заявил об автономии возглавляемых им общин под именем Русской Истинно-Православной Церкви и перевел их на легальное положение. Центром новой православной деноминации стала Одесса (Украина), что послужило началом нового раскола с Зарубежной Церковью.
13 мая 1993 года решением Архиерейского Собора РПЦЗ определён на покой «до полного его раскаяния. Если раскаяние не последует, то предать его церковному суду на предмет лишения его сана».
В марте 1994 году Журбенко провёл в Суздале съезд, на котором совместно с епископом Валентином (Русанцовым), объявил об отделении от Зарубежной Церкви и создании нового Церковного органа — Временного Церковного Управления Российской Церкви, — за что оба были отправлены Синодом РПЦЗ на покой. В цареконстантиновском соборе они рукоположил новых епископов: Агафангела (Пашковского), Феодора (Гинеевского) и Серафима (Зинченко). Лазарь (Журбенко) объявил свою новую юрисдикцию «матерью-церковью», перед которой РПЦЗ должна находиться в подчинённом положении. В 1994 году раскол между РПСЦ и РПЦЗ удалось временно преодолеть.
В 1995 году отношения двух церквей вновь обострились, архиеп. Лазарь, еп. Валентин и новорукоположенные епископы были запрещены в священнослужении, с угрозой быть лишёнными сана, после чего архиеп. Лазарь и еп. Агафангел вернулись с покаянием в РПЦЗ.

Вы объявили, что Вы глава катакомбной церкви и что Ваша церковь считается сестрой нашей Церкви. Это просто несерьезно! Кто может назвать сам себя главой церкви? Вас может назвать главой или выделить в особую митрополию только наш Собор и никто другой. Владыка, это просто авантюра. Я Вас умоляю прекратить это! Всеми силами прекратить эту затею. Я иначе не могу это назвать. Похоже это на то, что я вдруг провозгласил бы себя Китайским императором! Вы мне скажете, что Вы живете в Советском Союзе, что у вас условия особые. Владыка, каноны суть каноны и никогда каноны не могут быть упразднены. Боком вылезет все это. Канон есть канон и никакие события не могут этих канонов опровергнуть. А Вы поступаете совершенно антиканонически. Вы вступаете на путь авантюры, чистой духовной авантюры и, уверяю Вас, Владыка, это кончится бедственно
— Первоиерарх РПЦЗ Митрополит Виталий
12 сентября 1996 года решением Архиерейского Собора РПЦЗ определён на покой «с правом служения, до выяснения вопроса на Российском епископском совещании».
В 1998 году общины архиепископа Лазаря были зарегистрированы в России как РИПЦ («Русская Истинно-Православная Церковь»).

### Первоиерарх РИПЦ
Однако, руководство РПЦЗ на Архиерейском Соборе осенью 2000 года одобрило канонизацию новомучеников и принятию социальной концепции Юбилейным архиерейским собором, прошедшим в августе того же года; что не встретило понимания в РИПЦ. В 2001 году в Воронеже состоялось совещание Российских приходов РПЦЗ с участием архиепископа Лазаря, епископов Вениамина, Агафангела и десятков священников Российского духовенства РПЦЗ. Совещание поддержало антисергианскую фракцию в РПЦЗ, которая осенью 2001 года оформилась в отдельную деноминацию РПЦЗ (В), которую формально возглавлял митрополит Виталий. Архиепископ Лазарь признал митрополита Виталия (Устирнова) законным глпавой РПЦЗ, но отказался признавать поставленных в Мансонвилле епископов Сергия (Киндякова), Владимира (Целищева) и Варфоломея (Воробьёва). Вследствие этого уже в 2002 году произошло окончательное разделение между РПЦЗ(В) и РИПЦ. Свою позицию архиепископ Лазарь (Журбенко) описал в письме к епископу Вениамину (Русаленко) от 26 апреля 2002:

После окончательного подтверждения Архиерейским собором РПЦЗ в октябре 2001 года допустимости участия в экуменизме, не участвующими в этой всеереси оказались три законных, ни кем не запрещенных архиерея — Митрополит Виталий, мое недостоинство, Архиепископ Лазарь и Ваше Преосвященство Епископ Вениамин, а также запрещенный в священнослужении викарный Епископ Варнава (его запрещение было подписано тогда еще законным Синодом РПЦЗ во главе с Митрополитом Виталием). Таким образом, собор невпавших в ересь экуменизма Архиереев состоит из Митрополита Виталия, Архиепископа Лазаря, Епископа Вениамина.
Видя нестроения, осознавая отпадение в ересь всех заграничных епископов, находясь в плену, подвергаясь гонениям, не имея возможности связаться с российскими преосвященными, не обладая достоверной информацией, Владыка Митрополит вынужден был единолично снять запрещение с Епископа Варнавы, совершить хиротонию Еп. Сергия, и благословить хиротонии Еп. Владимира и Еп. Варфоломея. Наш Первоиерарх мог это совершить, с тем чтобы в будущем эти мероприятия были утверждены соборно. «И первый ничего да не творит без разсуждения всех. Ибо как будет единомыслие, и прославится Бог о Господе во Святом Духе, Отец и Сын и Святой Дух» (34 пр. Св. Ап.). Благодаря письму которое было написано Митрополитом Виталием в мой адрес (от 26/11 марта 2002 г.), нам стала известна его воля в отношении совершения нами Епископских хиротоний, более того он благословил нас на создание Синода. Вы лично слышали его принципиальное, личное согласие по телефону. Вам также известна моя позиция и твердое намерение совершить вместе с Вами ряд Архиерейских хиротоний на Светлой седмице. В факсе полученном Вами от Митрополита Виталия (от 11/24 апреля 2002 года) было написано: «этот вопрос нуждается в соборном решении». (В соборном решении нас троих, как законных, соборно признанных Архиереев, не впавших в ересь экуменизма: Митрополита Виталия и нас с Вами).

Архиерейский Синод Русской Православной Церкви заграницей, заседавший в Нью-Йорке с 14 по 16 мая 2002 года, постановил, что архиепископ Лазарь и епископа Вениамин через свои размещенные в сети Интернет заявления о поддержке митрополита Виталия и мансонвильского раскола поставили себя вне Русской Православной Церкви заграницей, вследствие чего Архиерейский Синод счёл этих двух архиереев выбывшими из состава епископата Русской Православной Церкви заграницей и запрещенными в священнослужении впредь до их раскаяния.
В 2002 году в Воронеже был созван 2-й съезд Российского духовенства РИПЦ, на котором был осуществлен фактический разрыв с РПЦЗ (В) при сохранении поминания митрополита Виталия и осуществлены, без ведома митрополита и Синода, новые хиротонии и открыты епархии на Новгородчине (епископ Дионисий), в Белоруссии (епископ Гермоген), Казахстане (епископ Ириней) и Сибири (епископ Тихон). За что архиеп. Лазарь вновь был запрещён в священнослужении и объявлен ушедшим в раскол. Позже митрополит Виталий дважды письменно заявил о том, что с расколом архиепископа Лазаря не имеет никакого молитвенного общения.
29 июня архиепископом Черноморский и Кубанский Вениамин совершил над Архиепископом Лазарем постриг в великую схиму с оставлением прежнего имени.
30 июня 2005 года, во время соборного служения Чина на разлучение души от тела Схи-Архиепископ Лазарь скончался в своей резиденции в селе Великий Дальник под Одессой.